# أوريكولا
أوريكولا (بالإيطالية: Oricola) هي بلدية في مقاطعة لاكويلا في إقليم أبروتسو الإيطالي.

## السكان
في سنة 1861 بلغ عدد السكان 835 نسمة، وتطور العدد ليصل في سنة 2011 لـ 1٬155 نسمة.
يظهر هذا المخطط البياني تطور النمو السكاني لـ أوريكولا

## توأمة
لأوريكولا اتفاقيات توأمة مع:
- ماسسيو